# Carambole
Carambole (titolo originale Carambole) è un romanzo giallo dello scrittore svedese Håkan Nesser pubblicato in Svezia nel 1999.
È il settimo libro della serie che ha per protagonista il commissario Van Veeteren.
La prima edizione del romanzo è stata pubblicata nell'anno 2006 da Guanda.

## Trama
Una sera, un uomo ubriaco investe e uccide accidentalmente un ragazzo che camminava sul ciglio della strada, colto dal panico decide di fuggire. L'uomo, dopo qualche giorno di tranquillità, si sente finalmente al sicuro, fino a quando riceve una lettera in cui un testimone dice di aver assistito alla scena e comincia così a ricattarlo. Il commissario Van Veeteren, benché oramai in pensione, partecipa attivamente alle indagini, mettendo da parte la gestione della sua libreria antiquaria da poco aperta.

## Edizioni
- Håkan Nesser, Carambole, traduzione di Carmen Giorgetti Cima, Guanda, 2006. ISBN 88-8246-746-5.
- Håkan Nesser, Carambole, traduzione di Carmen Giorgetti Cima, TEA, 2008. ISBN 978-88-502-1607-9.
- Håkan Nesser, Carambole, traduzione di Carmen Giorgetti Cima, TEA, 2014. ISBN 978-88-502-3314-4.